# 溝口神社
溝口神社（みぞのくちじんじゃ）は、神奈川県川崎市高津区にある神社。かつては溝口村の鎮守・赤城大明神と称されていた。

## 概要
創建年代は不明。江戸時代神仏習合のお社として、矢倉沢往還（大山道）の溝口宿近在の村々の総鎮守として赤城社と称した。当時は毘沙門天と弁財天を祀っていた。
創建時より、毘沙門天、弁財天の男女二神を神体として安置をしてきた。明治初年の神仏分離令に従って神像を裏の宗隆寺に移し、溝口村、高津村、下宿、中宿、片町、六間町、六番組を統合し伊勢皇神宮より御分霊を奉迎し、御祭神を改め溝口神社と名称を改めた。

## 歴史
主な歴史は以下のとおりである。
- 1783年（天明3年）2月溝口村鎮守赤城社が再建された。
- 1841年（天保12年）春に赤城社の社殿が傷んだことから再建工事が開始された。
- 1842年（天保13年）8月15日までに再建工事完成した。
- 1848年（寛永元年）8月15日までに拝殿向拝や参道の敷石が完成した。
- 1852年（寛永5年）2月に赤城社境内の稲荷社が再建された。
- 1854年（寛永7年）10月4日（現11月23日）の大地震で赤城社の鳥居が倒れた。
- 1923年（大正12年）9月1日の関東大震災により社殿は全壊した[2][5]。
- 1934年（昭和9年）11月に氏子達により再建された[2][5]。

## 境内
- 社殿
  - 拝殿は銅葺の入母屋造で正面に千鳥破風と唐破風向拝を持つ[1]。
  - 拝殿の扁額は東郷平八郎の揮毫による[2]。

- 境内社[1]
  - 稲荷社
  - 大鷲神社
  - 松尾大神
  - 水神宮 - 石祠には「安政三年」の銘がある[2]。

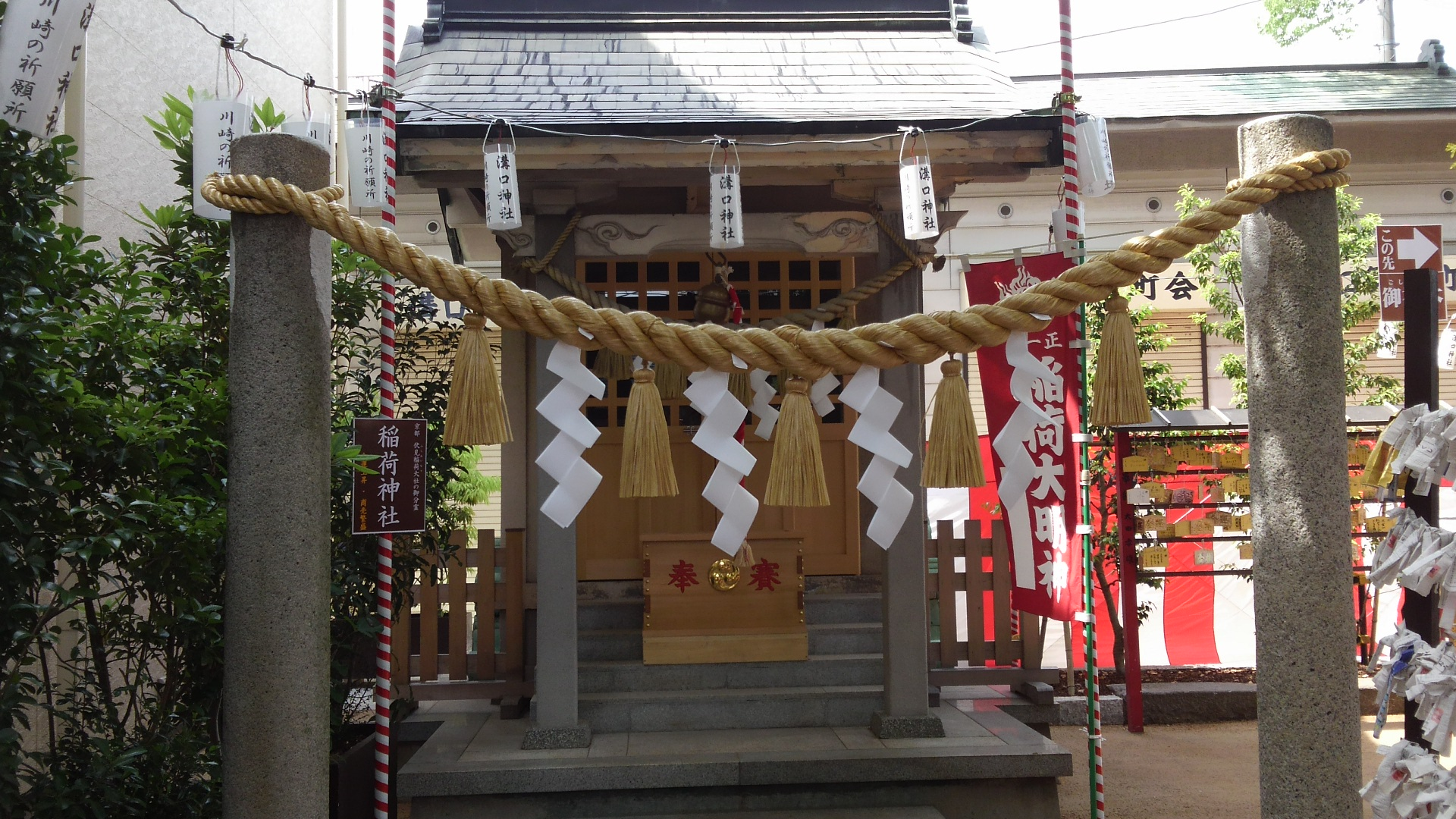
稲荷社
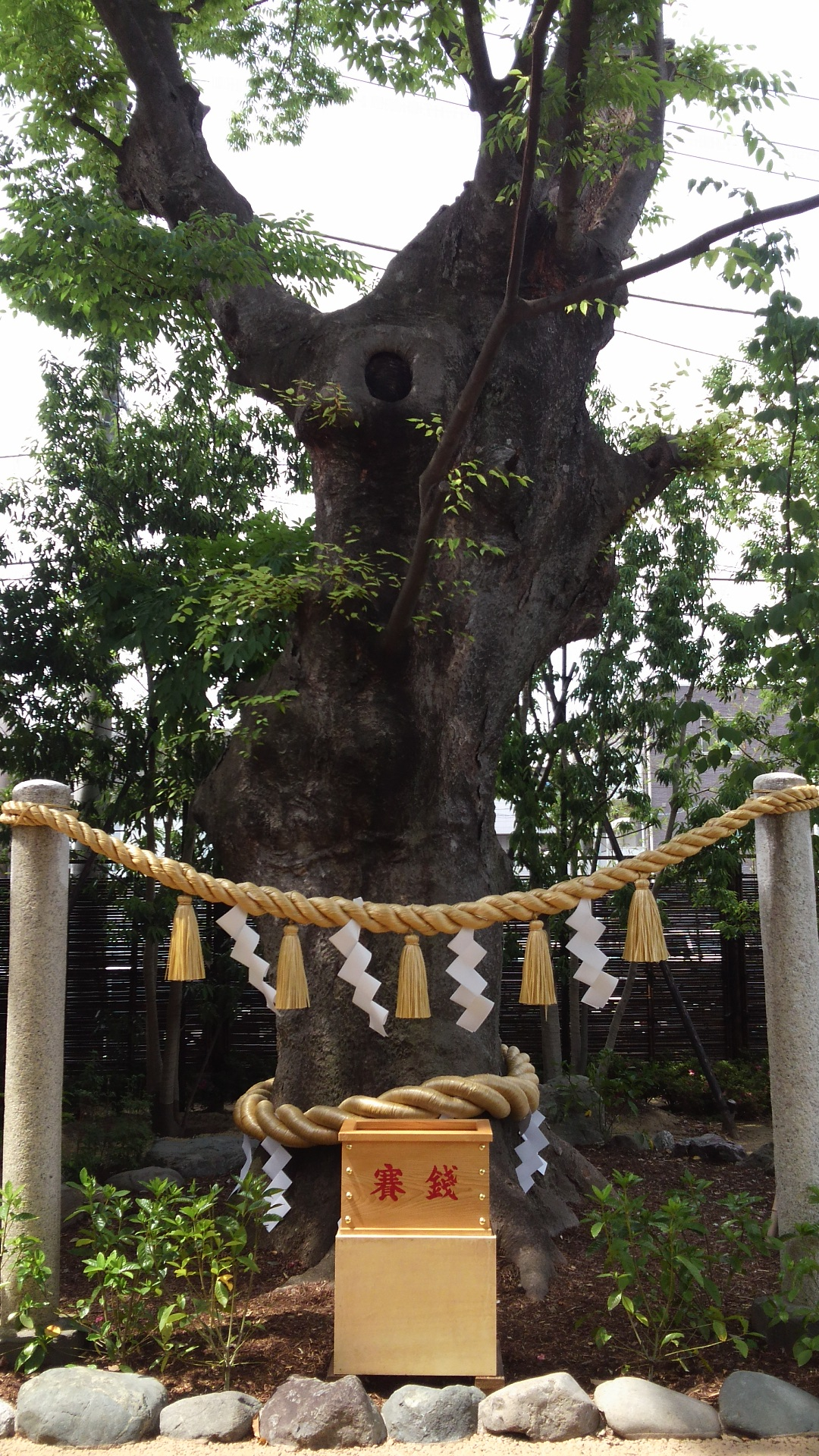
ご神木のけやき
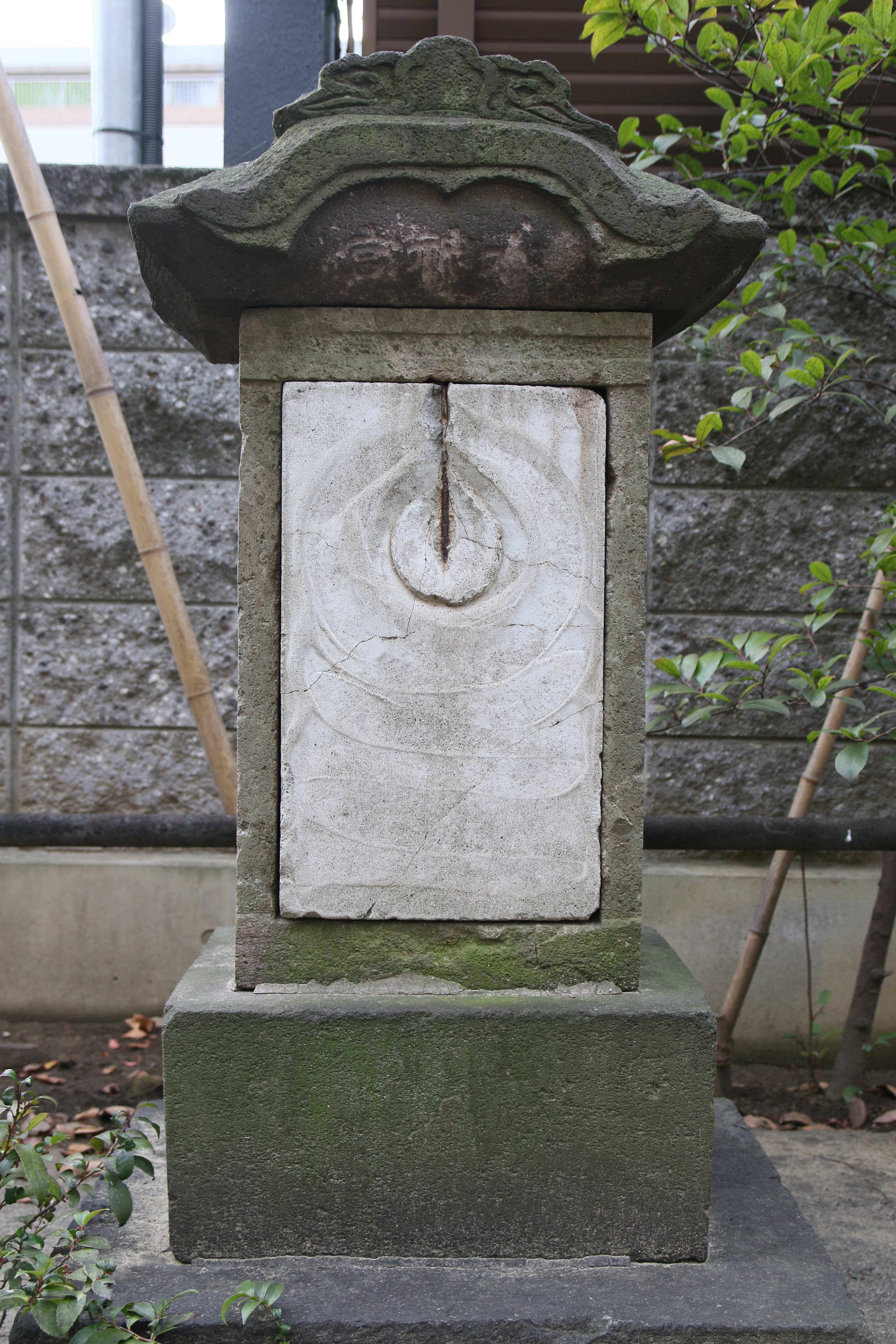
水神宮の石祠

## 文化財
- 勝海舟の大幟一対 [1]
- 社号額一面 東郷平八郎書 [1]

## 年中行事
- 4月17日 湯立神事[1]
- 9月15日に近い土・日曜日 例祭[2]

## 交通アクセス
- 鉄道
  - 東急田園都市線「溝の口駅」徒歩5分
  - JR南武線「武蔵溝ノ口駅」徒歩5分